# Gran Premio del Belgio 1976
Il Gran Premio del Belgio 1976 è stata la quinta prova della stagione 1976 del Campionato mondiale di Formula 1. Si è corsa domenica 16 maggio 1976 sul Circuito di Zolder. La gara è stata vinta dall'austriaco Niki Lauda  su Ferrari; per il vincitore si trattò del decimo successo nel mondiale. Ha preceduto sul traguardo lo svizzero Clay Regazzoni, anch'egli su Ferrari e il francese Jacques Laffite su Ligier-Matra. Lauda conquistò l'unico Grand Chelem della sua carriera nel mondiale di F1, ottenendo pole position, giro veloce, vittoria e conducendo la gara per tutti i giri.

## Vigilia

### Aspetti tecnici
Anche a Jody Scheckter la Tyrrell fornì la nuova P34.

### Aspetti sportivi
Il belga Patrick Nève fece il suo esordio, nel mondiale, con una Brabham-Ford Cosworth del RAM Racing, ove sostituì Emilio de Villota; l'inglese Guy Edwards, che mancava dal Gran Premio di Germania 1974, venne ingaggiato sulla seconda Hesketh, con la quale aveva già corso il BRDC International Trophy. Il pilota elvetico Antonio Bernardo, iscritto dalla Ensign, non prese parte nemmeno alle prove. La Copersucar partecipò col solo Emerson Fittipaldi.
A seguito della squalifica di James Hunt nel Gran Premio di Spagna e conseguente vittoria a tavolino per Lauda, si affacciò l'ipotesi che a tutti i piloti giunti dopo il britannico venissero assegnati solo i punti ottenuti dovuti al piazzamento in gara, senza tener conto della squalifica dell'inglese.

## Qualifiche

### Resoconto
Nella prima giornata di prove fu Clay Regazzoni a segnare il tempo migliore in 1'26"60, davanti al compagno di scuderia Niki Lauda, staccato di 13 centesimi. Lauda soffriva ancora per i postumi dell'incidente casalingo di aprile, tanto da affermare di essere ancora all'80% delle sue possibilità. Lauda, inoltre, per un problema al motore (il distacco di una retticella di protezione fece entrare del pulviscolo nei cilindri), dovette svolgere parte della prima giornata di prove col muletto. Carlos Pace della Brabham-Alfa Romeo uscì di pista distruggendo la vettura, ma senza subire conseguenze fisiche.
Nella giornata del sabato Lauda riuscì a migliorarsi, strappando la pole a Regazzoni, che dovette invece cambiare il motore sulla sua monoposto. In seconda fila si classificarono James Hunt, autore di un'uscita di pista, e Patrick Depailler. Tra i non qualificati vi furono l'ex bicampione del mondo Emerson Fittipaldi e il pilota locale Jacky Ickx.

### Risultati
Nella sessione di qualifica si è avuta questa situazione:
| Pos | Nº | Pilota             | Costruttore                 | Tempo   | Griglia |
| --- | -- | ------------------ | --------------------------- | ------- | ------- |
| 1   | 1  | Niki Lauda         | Ferrari                     | 1'26"55 | 1       |
| 2   | 2  | Clay Regazzoni     | Ferrari                     | 1'26"60 | 2       |
| 3   | 11 | James Hunt         | McLaren-Ford Cosworth       | 1'26"74 | 3       |
| 4   | 4  | Patrick Depailler  | Tyrrell-Ford Cosworth       | 1'26"91 | 4       |
| 5   | 9  | Vittorio Brambilla | March-Ford Cosworth         | 1'26"93 | 5       |
| 6   | 26 | Jacques Laffite    | Ligier-Matra                | 1'27"14 | 6       |
| 7   | 3  | Jody Scheckter     | Tyrrell-Ford Cosworth       | 1'27"19 | 7       |
| 8   | 22 | Chris Amon         | Ensign-Ford Cosworth        | 1'27"54 | 8       |
| 9   | 8  | Carlos Pace        | Brabham-Alfa Romeo          | 1'27"66 | 9       |
| 10  | 10 | Ronnie Peterson    | March-Ford Cosworth         | 1'27"72 | 10      |
| 11  | 5  | Mario Andretti     | Lotus-Ford Cosworth         | 1'27"75 | 11      |
| 12  | 7  | Carlos Reutemann   | Brabham-Alfa Romeo          | 1'28"30 | 12      |
| 13  | 16 | Tom Pryce          | Shadow-Ford Cosworth        | 1'28"37 | 13      |
| 14  | 17 | Jean-Pierre Jarier | Shadow-Ford Cosworth        | 1'28"38 | 14      |
| 15  | 34 | Hans-Joachim Stuck | March-Ford Cosworth         | 1'28"41 | 15      |
| 16  | 19 | Alan Jones         | Surtees-Ford Cosworth       | 1'28"44 | 16      |
| 17  | 28 | John Watson        | Penske-Ford Cosworth        | 1'28"44 | 17      |
| 18  | 12 | Jochen Mass        | McLaren-Ford Cosworth       | 1'28"50 | 18      |
| 19  | 33 | Patrick Nève       | Brabham-Ford Cosworth       | 1'28"80 | 19      |
| 20  | 37 | Larry Perkins      | Boro-Ford Cosworth          | 1'28"81 | 20      |
| 21  | 35 | Arturo Merzario    | March-Ford Cosworth         | 1'28"84 | 21      |
| 22  | 6  | Gunnar Nilsson     | Lotus-Ford Cosworth         | 1'28"99 | 22      |
| 23  | 32 | Loris Kessel       | Brabham-Ford Cosworth       | 1'29"09 | 23      |
| 24  | 24 | Harald Ertl        | Hesketh-Ford Cosworth       | 1'29"40 | 24      |
| 25  | 21 | Michel Leclère     | Wolf Williams-Ford Cosworth | 1'29"46 | 25      |
| 26  | 18 | Brett Lunger       | Surtees-Ford Cosworth       | 1'29"76 | 26      |
| NQ  | 30 | Emerson Fittipaldi | Fittipaldi-Ford Cosworth    | 1'29"89 | NQ      |
| NQ  | 20 | Jacky Ickx         | Wolf Williams-Ford Cosworth | 1'30"61 | NQ      |
| NQ  | 25 | Guy Edwards        | Hesketh-Ford Cosworth       | 1'30"77 | NQ      |

## Gara

### Resoconto
Niki Lauda prese la testa della gara al via, seguito da James Hunt, Clay Regazzoni poi Jacques Laffite, Vittorio Brambilla, Patrick Depailler e Chris Amon.
Al quarto giro Brambilla fu autore di un errore che gli costò diverse posizioni in classifica. Per evitare il monzese della March Chris Amon fu costretto a bloccare la vettura, facendosi così passare da Jody Scheckter. Al settimo giro Regazzoni passò Hunt, che dovette difendersi anche da Laffite. Due giri dopo però il pilota della Ligier-Matra venne passato da Depailler. Il pilota della Tyrrell mise sotto pressione Hunt, ma proprio dopo un tentativo andato a vuoto venne ripassato da Laffite al giro 15. La resistenza del pilota britannico durò anche pochi giri: tra il 17º e 18º giro venne passato sia da Laffite che da Depailler.
Hunt si trovò poi a dover duellare lungamente con Jody Scheckter: Dopo una serie di manovre al limite del regolamento e vari situazioni con le vetture vicinissime il sudafricano ebbe la meglio al ventisettesimo giro. Due giri dopo Depailler fu costretto al ritiro per un guasto del motore.
Ora la classifica vedeva in testa sempre il duo della Ferrari Lauda-Regazzoni, con ampio margine su Laffite, Scheckter, Hunt, Amon, Carlos Pace e Alan Jones. Al trentacinquesimo giro si ritirò Hunt per un problema al cambio.
Nei giri seguenti Amon si avvicinò molto a Scheckter, cercando spesso di passarlo. Ciò fino al giro 52 quando, durante un altro tentativo, si verificò la rottura del mozzo sull'Ensign del neozelandese, che portò alla perdita della ruota posteriore sinistra.
La gara non vide altri cambiamenti nelle posizioni di vertice. Lauda vinse per la decima volta nl mondiale, davanti a Regazzoni e Laffite. Sul podio non si registrò la presenza di nessuna vettura motorizzata Ford Cosworth, cosa che non capitava dal Gran Premio d'Olanda 1971. Per la Ligier esso fu il primo podio in F1, mentre la Matra tornava sul podio dopo il Gran Premio di Francia 1972.

### Risultati
I risultati del gran premio sono i seguenti:
| Pos | No | Pilota             | Costruttore                 | Giri | Tempi/Ritiro       | Pos.Griglia | Punti |
| --- | -- | ------------------ | --------------------------- | ---- | ------------------ | ----------- | ----- |
| 1   | 1  | Niki Lauda         | Ferrari                     | 70   | 1:42'53"23         | 1           | 9     |
| 2   | 2  | Clay Regazzoni     | Ferrari                     | 70   | + 3"46             | 2           | 6     |
| 3   | 26 | Jacques Laffite    | Ligier-Matra                | 70   | + 35"38            | 4           | 4     |
| 4   | 3  | Jody Scheckter     | Tyrrell-Ford Cosworth       | 70   | + 1'31"00          | 7           | 3     |
| 5   | 19 | Alan Jones         | Surtees-Ford Cosworth       | 69   | + 1 Giro           | 16          | 2     |
| 6   | 12 | Jochen Mass        | McLaren-Ford Cosworth       | 69   | + 1 Giro           | 18          | 1     |
| 7   | 28 | John Watson        | Penske-Ford Cosworth        | 69   | + 1 Giro           | 17          |       |
| 8   | 37 | Larry Perkins      | Boro-Ford Cosworth          | 69   | + 1 Giro           | 20          |       |
| 9   | 17 | Jean-Pierre Jarier | Shadow-Ford Cosworth        | 69   | + 1 Giro           | 14          |       |
| 10  | 16 | Tom Pryce          | Shadow-Ford Cosworth        | 68   | + 2 Giri           | 13          |       |
| 11  | 21 | Michel Leclère     | Wolf Williams-Ford Cosworth | 68   | + 2 Giri           | 25          |       |
| 12  | 32 | Loris Kessel       | Brabham-Ford Cosworth       | 63   | + 7 Giri           | 23          |       |
| Rit | 18 | Brett Lunger       | Surtees-Ford Cosworth       | 62   | Problemi elettrici | 26          |       |
| Rit | 8  | Carlos Pace        | Brabham-Alfa Romeo          | 58   | Problemi elettrici | 9           |       |
| Rit | 22 | Chris Amon         | Ensign-Ford Cosworth        | 51   | Incidente          | 8           |       |
| Rit | 11 | James Hunt         | McLaren-Ford Cosworth       | 35   | Cambio             | 3           |       |
| Rit | 34 | Hans-Joachim Stuck | March-Ford Cosworth         | 33   | Sospensione        | 15          |       |
| Rit | 24 | Harald Ertl        | Hesketh-Ford Cosworth       | 31   | Motore             | 24          |       |
| Rit | 4  | Patrick Depailler  | Tyrrell-Ford Cosworth       | 29   | Motore             | 4           |       |
| Rit | 5  | Mario Andretti     | Lotus-Ford Cosworth         | 28   | Giunto             | 11          |       |
| Rit | 33 | Patrick Nève       | Brabham-Ford Cosworth       | 26   | Giunto             | 19          |       |
| Rit | 35 | Arturo Merzario    | March-Ford Cosworth         | 21   | Motore             | 21          |       |
| Rit | 7  | Carlos Reutemann   | Brabham-Alfa Romeo          | 17   | Motore             | 12          |       |
| Rit | 10 | Ronnie Peterson    | March-Ford Cosworth         | 16   | Incidente          | 10          |       |
| Rit | 6  | Gunnar Nilsson     | Lotus-Ford Cosworth         | 7    | Incidente          | 22          |       |
| Rit | 9  | Vittorio Brambilla | March-Ford Cosworth         | 6    | Giunto             | 5           |       |
| NQ  | 30 | Emerson Fittipaldi | Fittipaldi-Ford Cosworth    |      |                    |             |       |
| NQ  | 20 | Jacky Ickx         | Wolf Williams-Ford Cosworth |      |                    |             |       |
| NQ  | 25 | Guy Edwards        | Hesketh-Ford Cosworth       |      |                    |             |       |

## Classifiche

### Piloti
| Pos | Pilota             | Punti |
| --- | ------------------ | ----- |
| 1   | Niki Lauda         | 39    |
| 2   | Clay Regazzoni     | 15    |
| 3   | James Hunt         | 15    |
| 4   | Patrick Depailler  | 10    |
| 5   | Jochen Mass        | 8     |
| 6   | Jody Scheckter     | 8     |
| 7   | Jacques Laffite    | 7     |
| 8   | Tom Pryce          | 4     |
| 9   | Gunnar Nilsson     | 4     |
| 10  | Carlos Reutemann   | 3     |
| 11  | Hans-Joachim Stuck | 3     |
| 12  | John Watson        | 2     |
| 13  | Alan Jones         | 2     |
| 14  | Chris Amon         | 2     |
| 15  | Carlos Pace        | 1     |
| 16  | Emerson Fittipaldi | 1     |
| 17  | Mario Andretti     | 1     |

### Costruttori
| Pos | Costruttore              | Punti |
| --- | ------------------------ | ----- |
| 1   | Ferrari                  | 42    |
| 2   | McLaren -Ford Cosworth   | 19    |
| 3   | Tyrrell-Ford Cosworth    | 16    |
| 4   | Ligier-Matra             | 7     |
| 5   | Lotus-Ford Cosworth      | 4     |
| 6   | Shadow-Ford Cosworth     | 4     |
| 7   | Brabham-Alfa Romeo       | 3     |
| 8   | March-Ford Cosworth      | 3     |
| 9   | Ensign-Ford Cosworth     | 2     |
| 10  | Penske-Ford Cosworth     | 2     |
| 11  | Surtees-Ford Cosworth    | 2     |
| 12  | Fittipaldi-Ford Cosworth | 1     |
| 13  | Parnelli-Ford Cosworth   | 1     |